# Michelina Lunesu
Michelina Lunesu (Nuoro, 25 luglio 1954) è una politica italiana.

## Biografia
Nel novembre 2009 è nominata componente del coordinamento provinciale del Popolo della Libertà di Nuoro. 
Entra nel Consiglio Regionale della Sardegna il 19 gennaio 2012 nelle file del Popolo della Libertà, subentrando a Silvestro Ladu, dimessosi per incompatibilità con la carica di senatore. 
Nel 2014 si ricandida per il Consiglio Regionale nelle liste di Forza Italia, ma non è eletta.
Alle elezioni del 4 marzo 2018 risulta essere la prima tra i non eletti nella lista della Lega in Sardegna. Entra in Parlamento circa un anno dopo le elezioni in sostituzione di Christian Solinas, dimessosi per incompatibilità il 19 giugno 2019, dopo essere stato eletto presidente della Regione Sardegna.